# Eugène Lanceray
Eugène Lanceray (en russe : Евгений Евгеньевич Лансере, Evgueni Evguenievitch Lansere), né le 23 août 1875 (4 septembre dans le calendrier grégorien) à Pavlovsk (Saint-Pétersbourg) et mort le 13 septembre 1946 à Moscou, est un artiste, graphiste, peintre, sculpteur, mosaïste et illustrateur russe dont le style est associé au mouvement Mir iskousstva. Lauréat du prix Staline en 1943.

## Biographie
Il est le fils d'Eugène Lanceray et de Catherine née Benois, tous les deux de familles d'origine française. Eugène Lanceray fut élève au deuxième gymnasium de Saint-Pétersbourg.
De 1896 à 1899 il fréquenta les écoles parisiennes de beaux-arts : l'Académie Julian et l'Académie Colarossi.
Avec la famille d'Alexandre Benois, Lanceray effectue plusieurs voyages en France pendant son séjour. En 1897 ils parcourent la Bretagne. Ils y sont rejoints par Serge de Diaghilev.
À l'époque de la Révolution de 1905, apparaissent en Russie des revues de caricatures radicales telles qu'« Adskaïa pochta » (La Poste de l'enfer) et « Joupel » (l'épouvantail). Eugène Lanceray est l'éditeur d'« Adskaïa pochta ». Ces revues peuvent être considérées comme des organes originaux de la cause révolutionnaire. Elles expriment à leur manière une conscience sociale et humanitaire. Les auteurs les utilisent pour aborder des sujets socialement tabous dans un contexte différent. Les images de mort, de monstres, de violence et de sexe qu'y s'y trouvent semblent dictées par la fascination pour des thèmes décadents en cette période révolutionnaire. Les artistes qui s'y expriment ne sont pas du tout indifférents aux évènements de 1905 et à la nécessité de réformes sociales.
Mais leur réaction est loin d'être uniforme. Dans un manifeste (« la Voix des artistes »), Alexandre Benois, Lanceray, Constantin Somov, Mstislav Doboujinski accueillent favorablement, pour leur part, le changement social, mais craignent cependant que la recherche de beauté ne disparaisse tant les problèmes urgents et pratiques s'accumulent. Ils manifestent leurs opinions par des caricatures, des bandes dessinées.
Le Banquet de funérailles de Lanceray était une des images les plus fortes, destinée à lancer un message politique fort et une marque d'indignation sociale profonde. Ce dessin est une interprétation d'un épisode réel : des officiers du régiment Séméonovsky avaient participé à un banquet après un massacre d'ouvriers. La caricature de Lanceray est féroce.
Il quitte Saint-Pétersbourg en 1917 et se réfugie au Daghestan pendant 3 ans, puis déménage en 1920 à Tbilissi où il enseignera l'art à l'Académie des Beaux-Arts de Tbilissi jusqu'à 1934. Il compte parmi ses élèves le futur peintre Apollon Kutateladze.

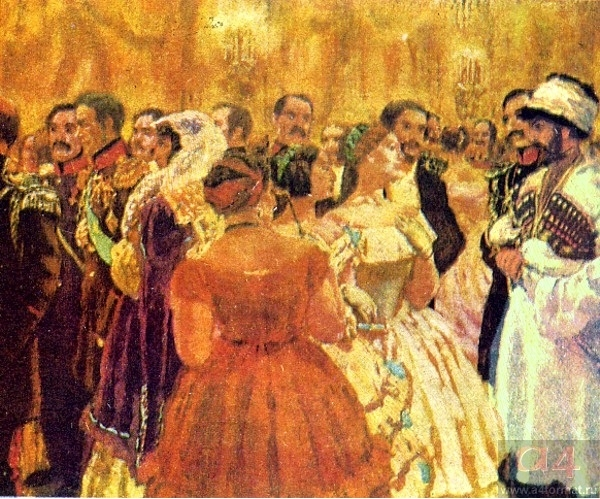
Illustration du Hadji Murat de Léon Tolstoï (1913).
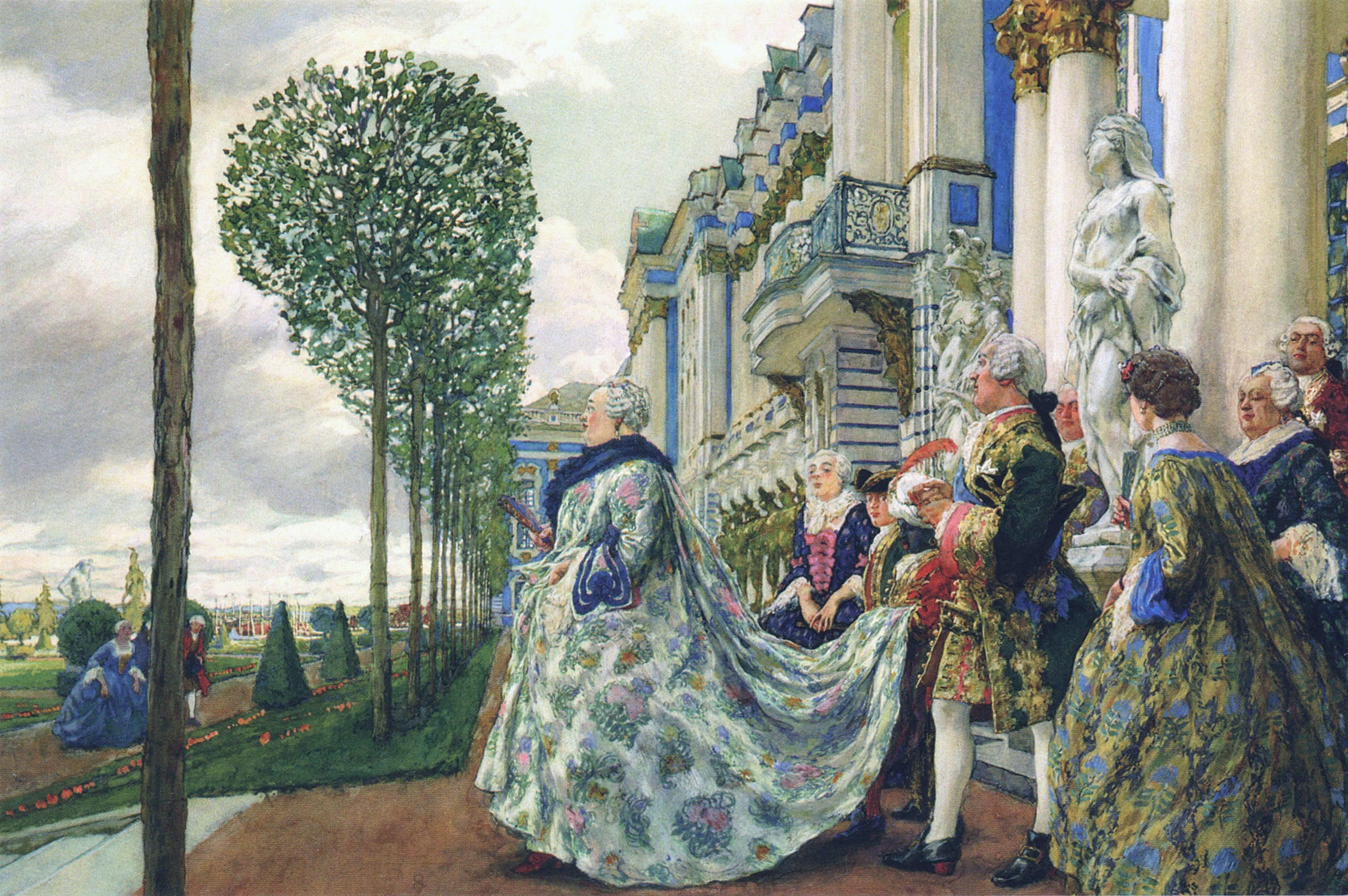
Élisabeth Ire de Russie à Tsarskoïe Selo (1905)(Galerie Tretiakov).
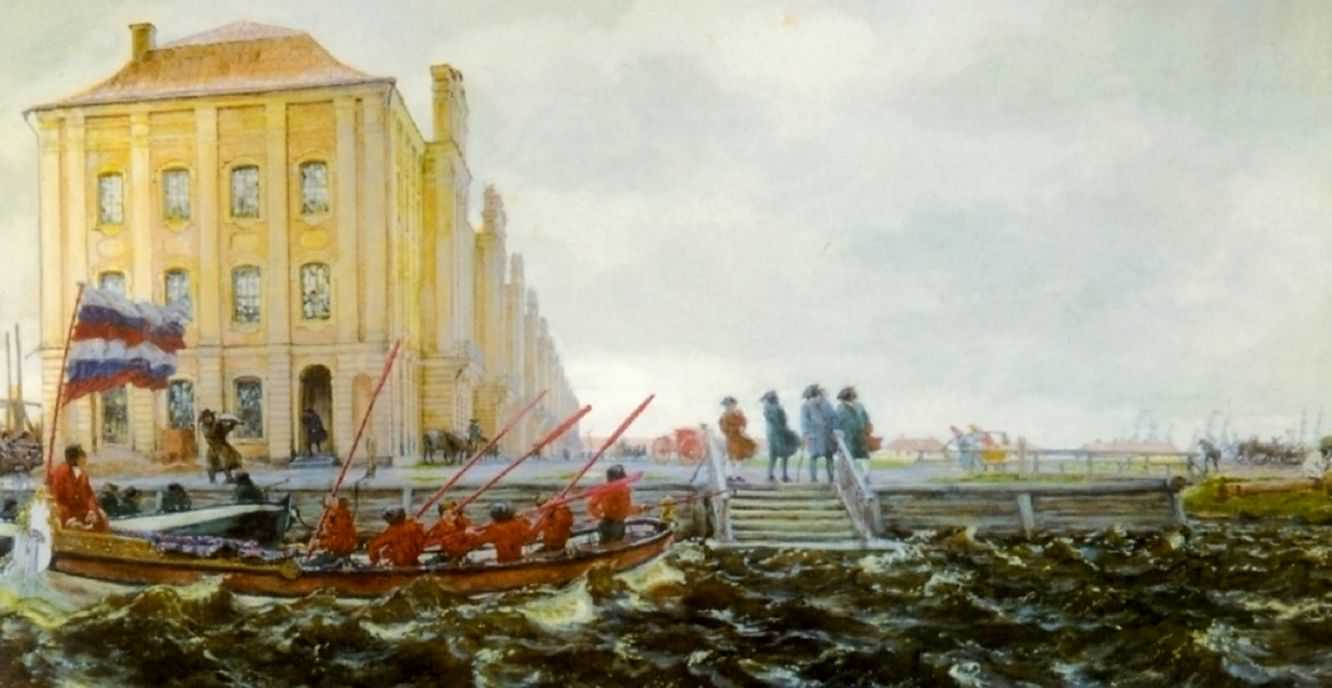
St-Pétersbourg au début du dix-huitième siècle (1903) Musée russe.

## Œuvre
Lanceray est l'un des fondateurs de Mir Iskousstva en 1898 avec son oncle Alexandre Benois, et d'autres artistes. Son attirance pour l'histoire fut toujours stimulée par A. Benois qui l'encouragea toute sa vie dans sa carrière artistique. Parmi les tendances de cette association, la fascination pour le passé, conceptualisée sous le terme de « rétrospectivisme », occupait une place importante. Les peintres cherchent à évoquer le charme de périodes disparues et le désenchantement à l'égard de la réalité. C'était aussi une façon de se rebeller contre le prosaïsme petit-bourgeois de l'époque. Cet intérêt pour l'histoire vue depuis la vie quotidienne est évident dans Élisabeth Ire de Russie à Tsarskoie Selo (1905) exposé à la Galerie Tretiakov. Ses tableaux représentent soit des scènes historiques comme Élisabeth Ire de Russie à Tsarskoïe Selo (1905), soit des lieux historiques comme Saint-Pétersbourg au début du dix-huitième siècle (1903) (Musée russe).
Dans les années qui suivent 1900, l'introduction de l'art nouveau à Saint-Pétersbourg est une affaire collective, celle d'une entreprise spécialisée dans la décoration intérieure du nom de " L'art contemporain ". Les organisateurs financiers en sont le Baron Vladimir von Meck et le Prince Sergueï Alexandrovitch Chtcherbatov, tous deux proches de Mir Iskousstva. Ils recherchent de nouveaux principes d'ameublement et demandent à cette fin la collaboration de différents artistes : Igor Grabar et Serge Sobine. Ils achètent de vastes locaux sur la Bolchaïa Morskaïa à Saint-Pétersbourg et en restructurent l'intérieur. D'autres artistes se joignent au projet : Alexandre Benois et Eugène Lanceray en sont et dessinent le living-room de ces locaux. Lanceray dessine également le mobilier de cet espace dans le style art nouveau avec Léon Bakst et Ivan Fomine. La revue " Mir Iskousstva " consacre un chapitre entier à la décoration de ces locaux. La réaction des critiques et des Pétersbourgeois à ces créations est toutefois négative. Elles s'avèrent inapplicables dans la pratique. Mais d'autres tentatives se révéleront plus rentables et laisseront de nombreux témoignages en Russie, à Moscou et Saint-Pétersbourg.